# دانی هرناندز
دانی هرناندز (انگلیسی: Dani Hernández؛ زادهٔ ۲۱ اکتبر ۱۹۸۵) بازیکن فوتبال اهل ونزوئلا است.
از باشگاه‌هایی که در آن بازی کرده‌است می‌توان به باشگاه فوتبال رئال مادرید سی، باشگاه فوتبال رایو وایکانو، باشگاه فوتبال رئال مورسیا، باشگاه فوتبال اوئسکا، باشگاه فوتبال رئال مادرید، باشگاه فوتبال رئال وایادولید، باشگاه فوتبال آستراس تریپولی، و باشگاه ورزشی تنریف اشاره کرد.
وی همچنین در تیم ملی فوتبال ونزوئلا بازی کرده‌است.